# Спаський собор Андроникового монастиря
Спа́ський собо́р Андро́никового монастиря́ (рос. Спасский собор Андроникова монастыря) — найдавніший серед частково збережених кам'яних споруд міста Москви за межами Кремля.

## Історія побутування храму

### Початок створення
Спаський монастир був розташований на східній околиці тодішньої Москви. Як то було заведено в добу середньовіччя, монастир, окрім душпастирської функції мав і функцію оборонну, був переднім форпостом, фортецею. Монастир заснований 1357 року з ініціативи —митрополита Алексія. Першим ігуменом призначили Андроника, прихильника Сергія Радонезького. Так виникла назва Спас-Андроників монастир. Первісні споруди монастиря були дерев'яні, дерев'яним був і головний — Спаський собор. 1368 року монастир погорів, погорів і дерев'яний собор. Аби завадити пожежам, собор вперше вибудували в камені. В період 1420–1427 років собор наново перебудували.
Серед ченців монастиря був і старий Андрій Рубльов. Ченця, що ніколи не посідав значних, престижних церковних посад, зобов'язали створити стінописи. Подвір'я монастиря мало також і власний цвинтар. В жовтні 1428 року на ньому поховали і чергового небіжчика — Андрія Рубльова. Навколо монастиря виникла слобода, де запрацювала цегельна майстерня.

### У 15-19 ст.
Ігумен Спас-Андроникового монастиря Митрофан став духівником царя Івана III. В 15-17 століттях монастир був одним з центрів московського копіювання рукописів. Війна не обходила монастир, який неодноразово горів і руйнувався в 1571, 1611 рр. Використовували монастир і як в'язницю для старообрядців, 1653 року саме тут утримували протопопа Аввакума. 1691 року до перебудов трапезної монастиря і створення церкви Алексія — митрополита мала відношення цариця Євдокія Лопухіна, перша дружина Петра І. Згодом в монастирі облаштували усипальницю родини Лопухіних.
1748 року — чергова пожежа в монастирі (пошкоджені бібліотека і архів монастиря). До відновлення споруд залучили московських архітекторів. Казаков Матвій Федорович (1738–1812) створив для монастиря проект нової дзвіниці, висота якої досягала сімдесяти трьох (73) метрів. До 1756 року наново вибудували кам'яні фортечні мури монастиря.

### Негаразди з собором і монастирем

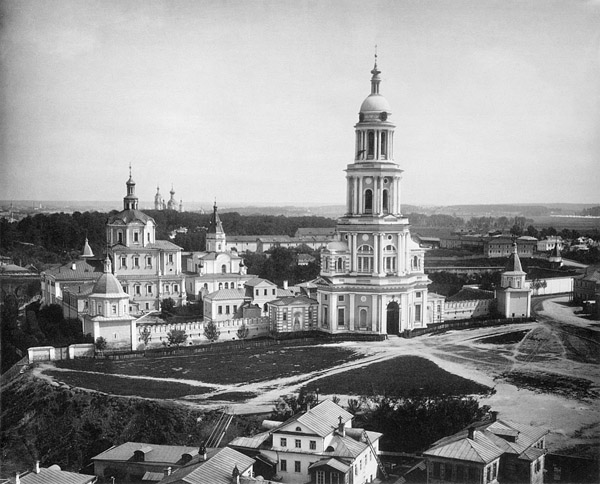
Спас-Андроників монастир до руйнацій 20 століття

У 18 столітті зі стін Спаського собору поздирали стародавні фрески. Обставини склалися так, що собор більше не мав стінописів. 1812 року вояки Наполеона бешкетували в Спас-Андрониковому монастирі і поруйнували частку його споруд. Спаський собор втратив баню і купол, погорів і був знищений і іконостас храму. В період 1846–1850 рр. собор значно перебудовано в формах, не притаманних 15 ст. (проект — арх. Герасимов П. О.)
Після більшовицького перевороту — монастир закрито 1918 року. Споруди Спас — Андроникового монастиря були використані як в'язниця і один з перших концтаборів ВЧК для колишніх офіцерів царської армії. В 1922–1928 роках в монастирі розташували колонію для безпритульних дітей і підлітків. З 1928 року колонію переводять, а в монастирі роблять житла для працівників московського заводу «Серп і Молот». Пролетаріат не влаштовує ні антураж монастиря, ні монастирський цвинтар. Зруйновані-
- монастирська дзвіниця 1795–1803 рр., друга за висотою в Москві після дзвіниці Іван Великий
- дворянські поховання родин Лопухіних, Толстих, Барятинських, Щербатових, Аладіних
- братські поховання і могили ченців, загиблих вояків Великої Північної війни 1700–1721 рр., вояків 1812 року
- могила Андрія Рубльова тощо.

### Втручання Барановського і Сенатова
1934 року, в зв'язку з планом повної руйнації Спас-Андроникового монастиря, пам'ятка архітектури 15-19 ст. ретельно обстежена архітектором П. Н. Максимовим, створений проект реставрації.
Монастир дослідили також Барановський П. та Сенатов Г. Ф. На подвір'ї монастиря знайдені залишки кам'яного надгоробка з написом, що там було поховання Андрія Рубльова. Надгробок замальований Барановським, а про знахідку сповістили науковців. Сюрпризом стало і обстеження Спаського собору, бо під нудними формами пізнього класицизму 19 ст. знайшли залишки кам'яного храму 15 ст. Це дало підстави напередодні свят на честь 800-річчя Москви звернутися до сталінського уряду з клопотанням про збереження залишків споруд Спас-Андроникового монастиря і Спаського собору. Влучно обраний момент клопотання обумовив 1947 року дозвіл Сталіна на реставрацію споруд монастиря і — Спаського собору. Академік Грабарь І. Е. запропонував створити на його території Музей давньоруського живопису (ікон). Уряд несхвально ставився до ідеї Музею давньоруського живопису (ікон), яку всіляко гальмували. Але дозвіл на перебудову і реставрацію Спаського собору дали. В період 1959–1960 років закінчена реставрація первісних архітектурних форм Спаського собору, також і знищених бані, куполу і архітектурних кокошників, створених за аналогами 15 ст.
З 1985 року музей-монастир отримав сучасну назву — Центральний музей давньоруської культури і мистецтва імені Андрія Рубльова (ЦМиАР). 1989 року Спаський собор наново освятили, відновлена служба божа.